# Жовтозілля лісове
Жовтозі́лля лісове́ (Senecio sylvaticus) — вид рослин з родини айстрових (Asteraceae), поширений на Мадейрі та в Європі крім сходу.

## Опис
Однорічна трав'яниста рослина 20–75 см заввишки, вкрита рясними кучерявими волосками. Листки перисто-роздільні; нижні — з черешками; верхні — сидячі, напівстеблоохопні, з вушками при основі. Обгортка (сукупність приквітків при суцвітті) 3–4 мм в діаметрі. Зовнішні листочки обгортки в 4–8 разів коротше внутрішніх, б. ч. без чорної плями на верхівках, притиснуті. Язичкові квітки світло-жовті, по довжині рівні обгортці або трохи довше її. Кошики (квіткові голови) дрібні, циліндричні, до 3 мм завдовжки, у нещільній щиткоподібній волоті. Сім'янки довгасті, до 3 мм завдовжки. Листові пластини від оберненояйцеподібних до довгастих, 3–7(12) × 1–3(4) см, зазвичай 1–2-перисті, основи конічні, кінцеві поля зубчасті. Квіткових голів 12–24. 2n = 40. .

## Поширення
Поширений на Мадейрі та в Європі крім сходу; натуралізований у південно-східній і південно-західній Канаді, східних і західних США, Україні, Азорських островах.
В Україні вид зростає в піщаних місцях, на узліссях і галявинах, рідше на полях як бур'ян — У Закарпатті (Великоберезнянський р-н, с. Малий Березний; Берегівський р-н, с. Добросілля), Розточчя-Опольських лісах; у західному Поліссі, нечасто; в Правобережному Лісостепу, рідко.

## Галерея

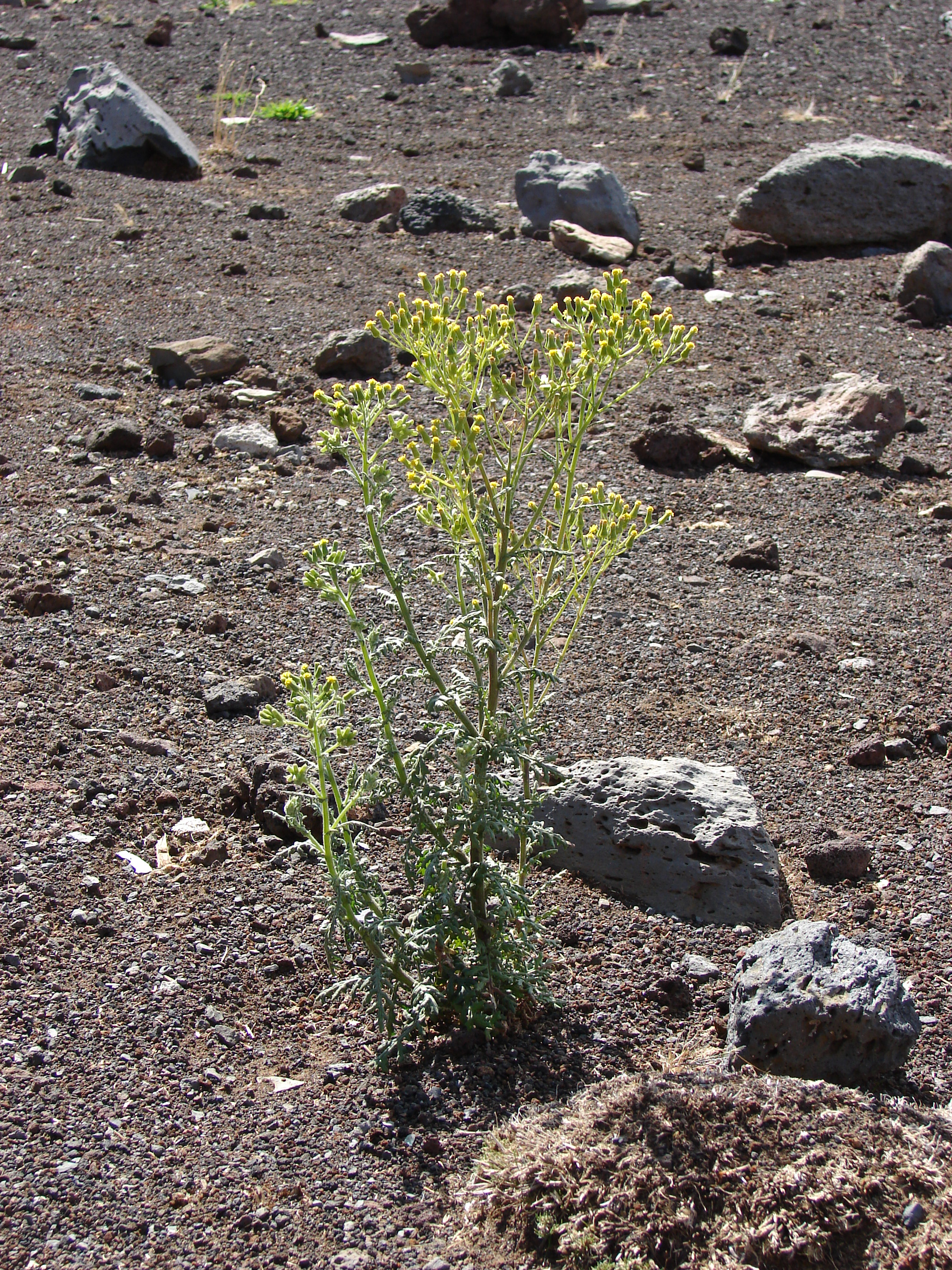
рослина
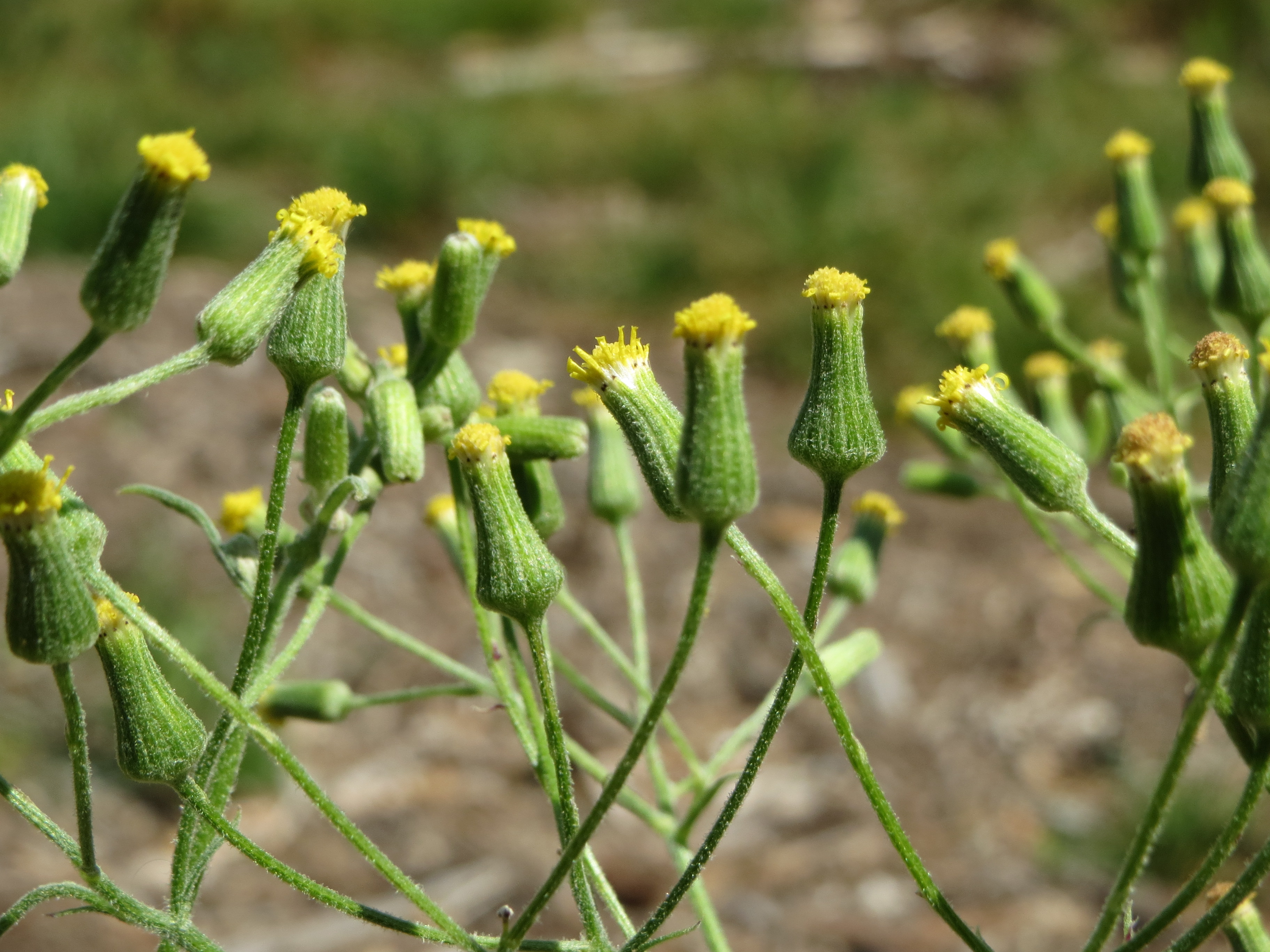
квіткові голови
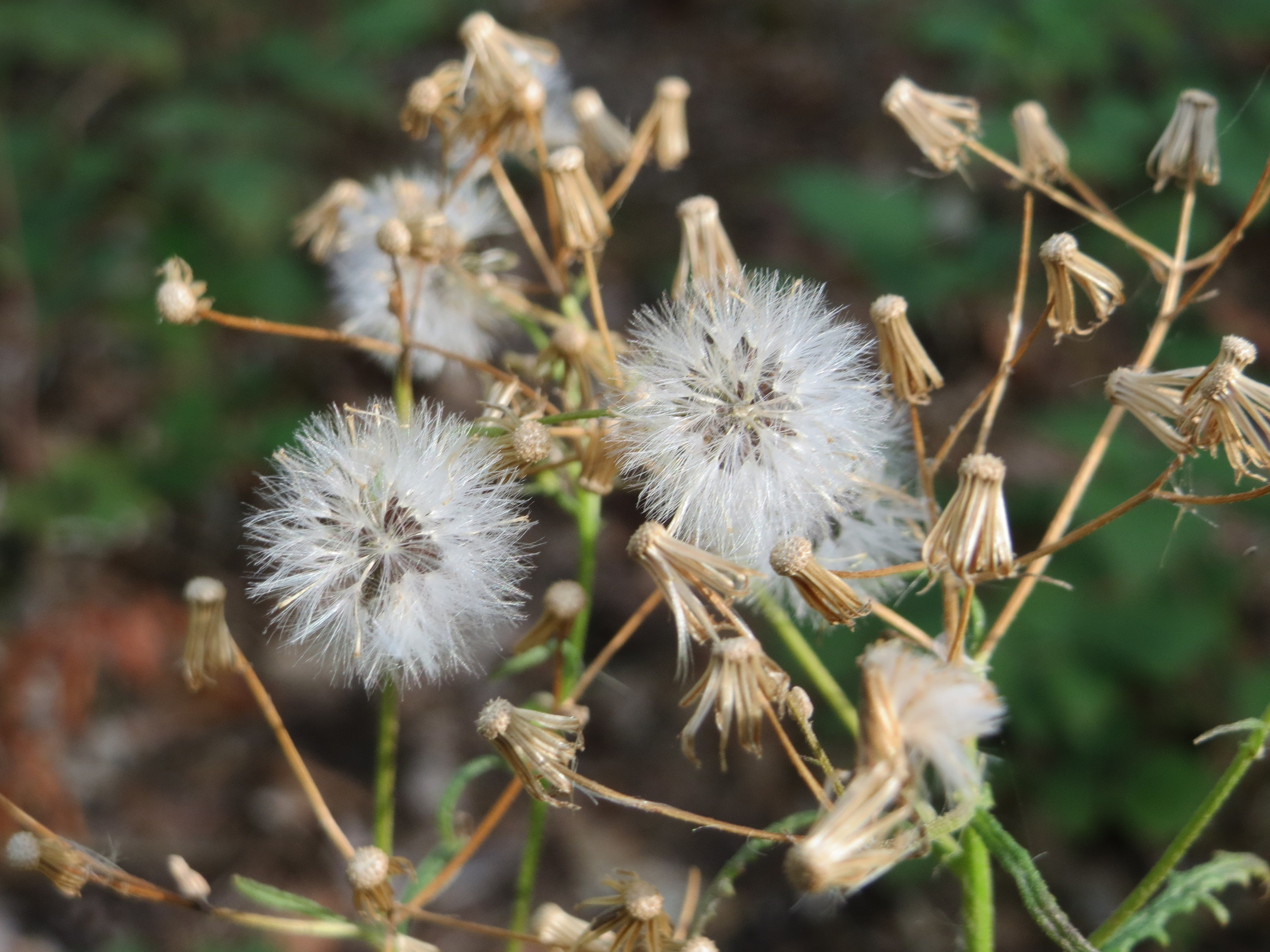
супліддя